# Zum Turm (Magdeburg)

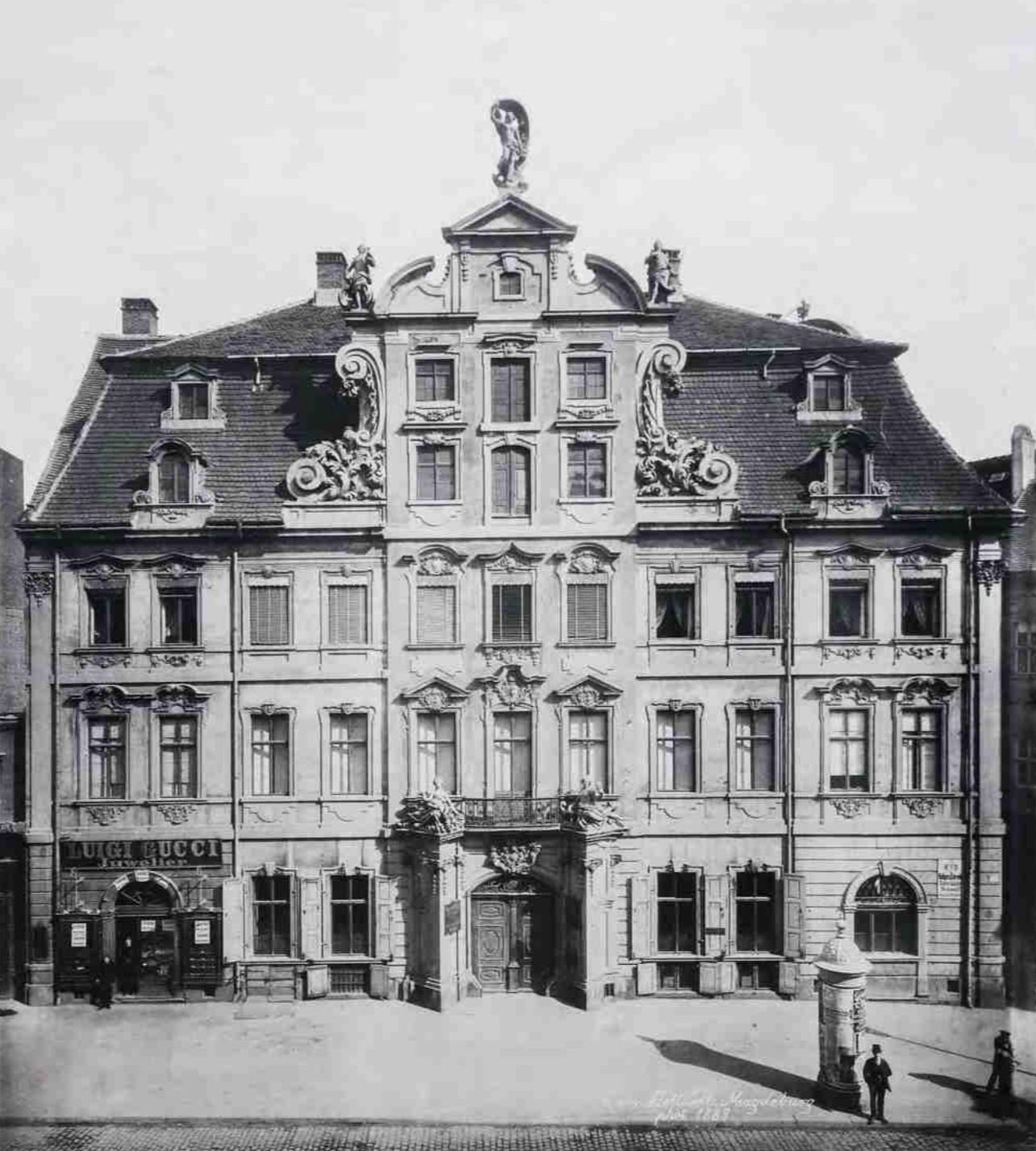
Haus Zum Turm, vor der Aufstockung von 1887

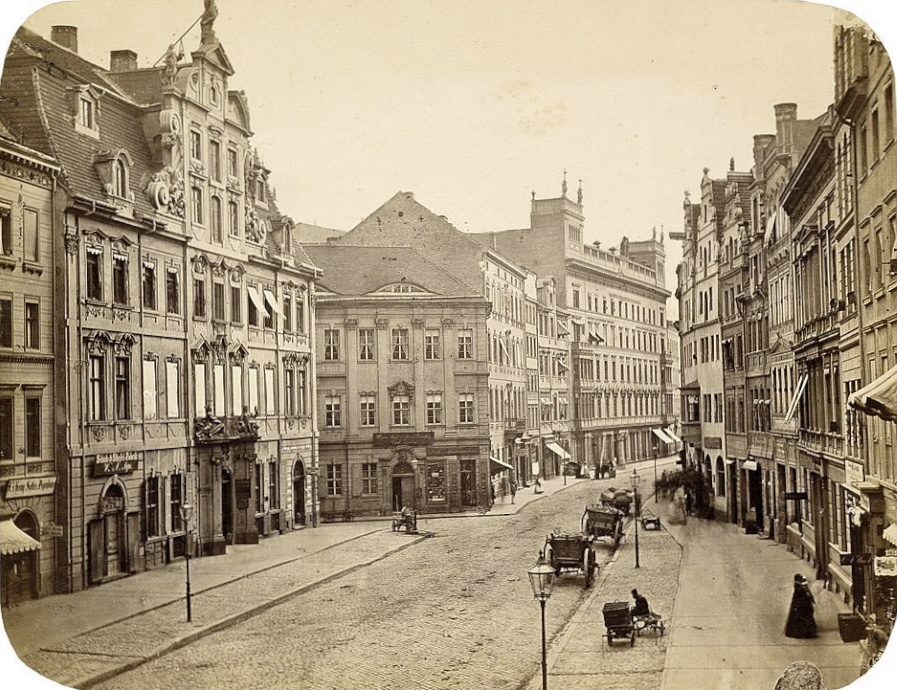
Aufnahme wohl aus den 1860er Jahren, Blick nach Süden, Haus Zum Turm links, dahinter Einmündung der Steinstraße

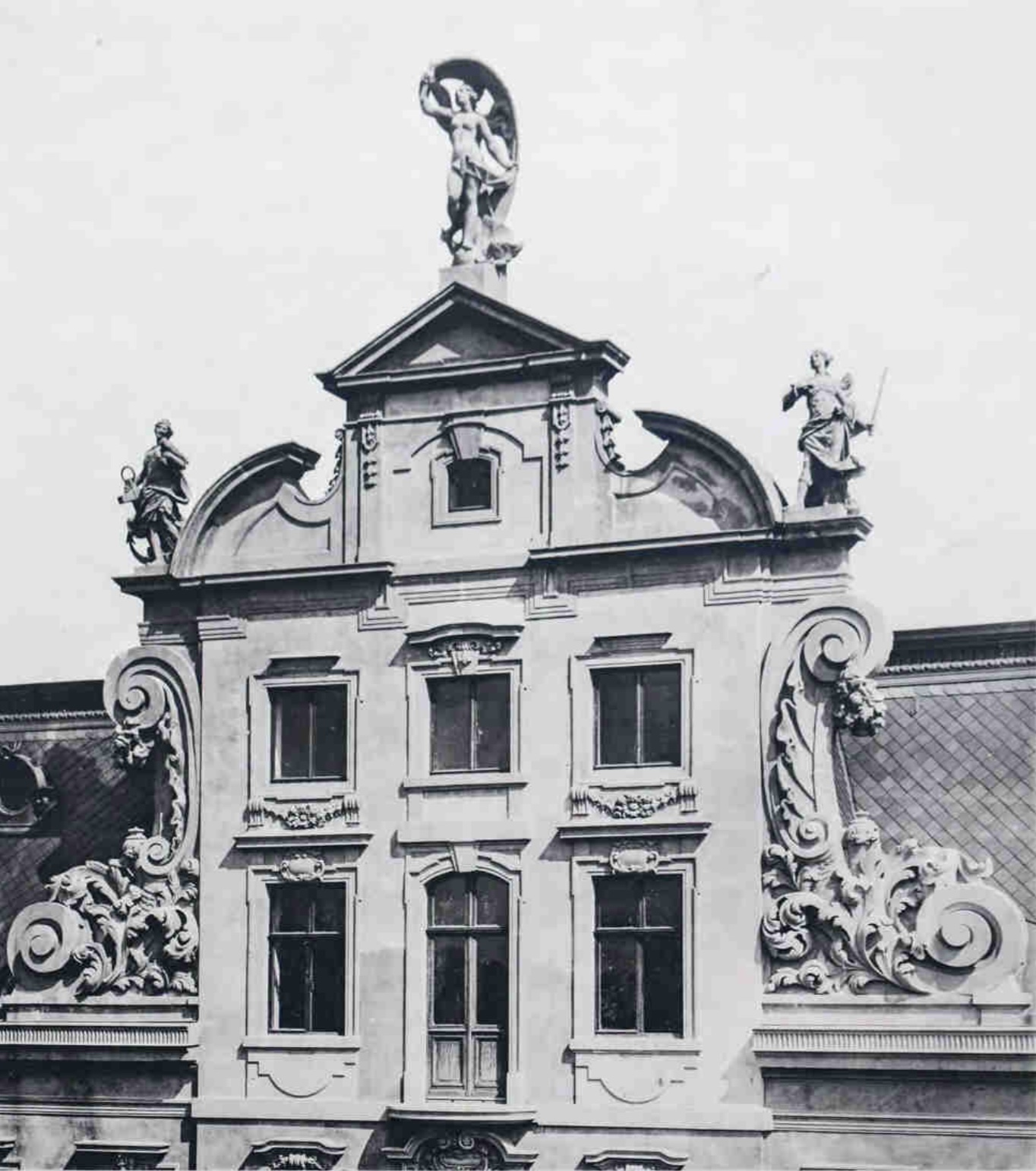
Giebel

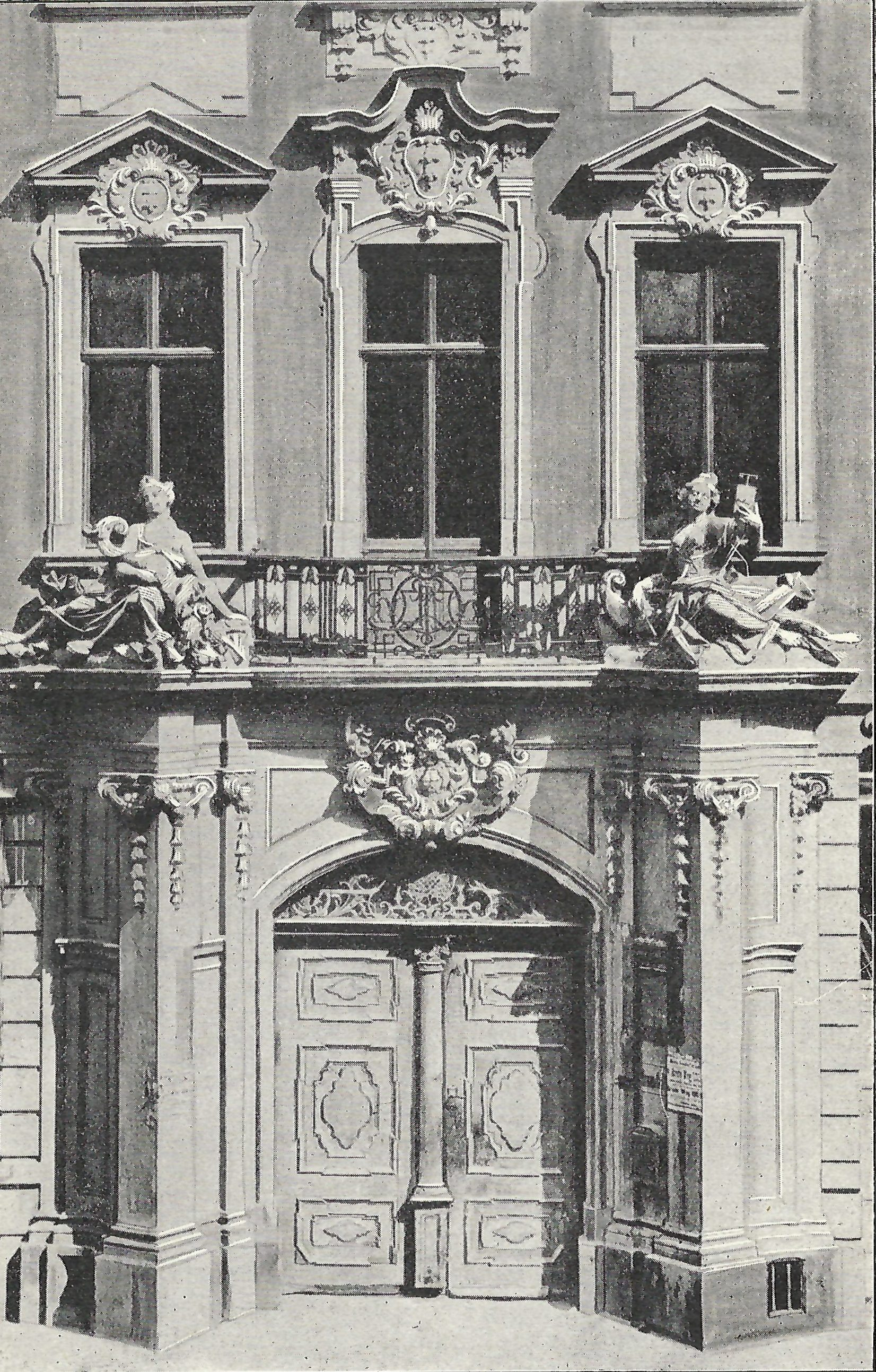
Portal im ursprünglichen Zustand, wohl vor dem Umbau von 1887

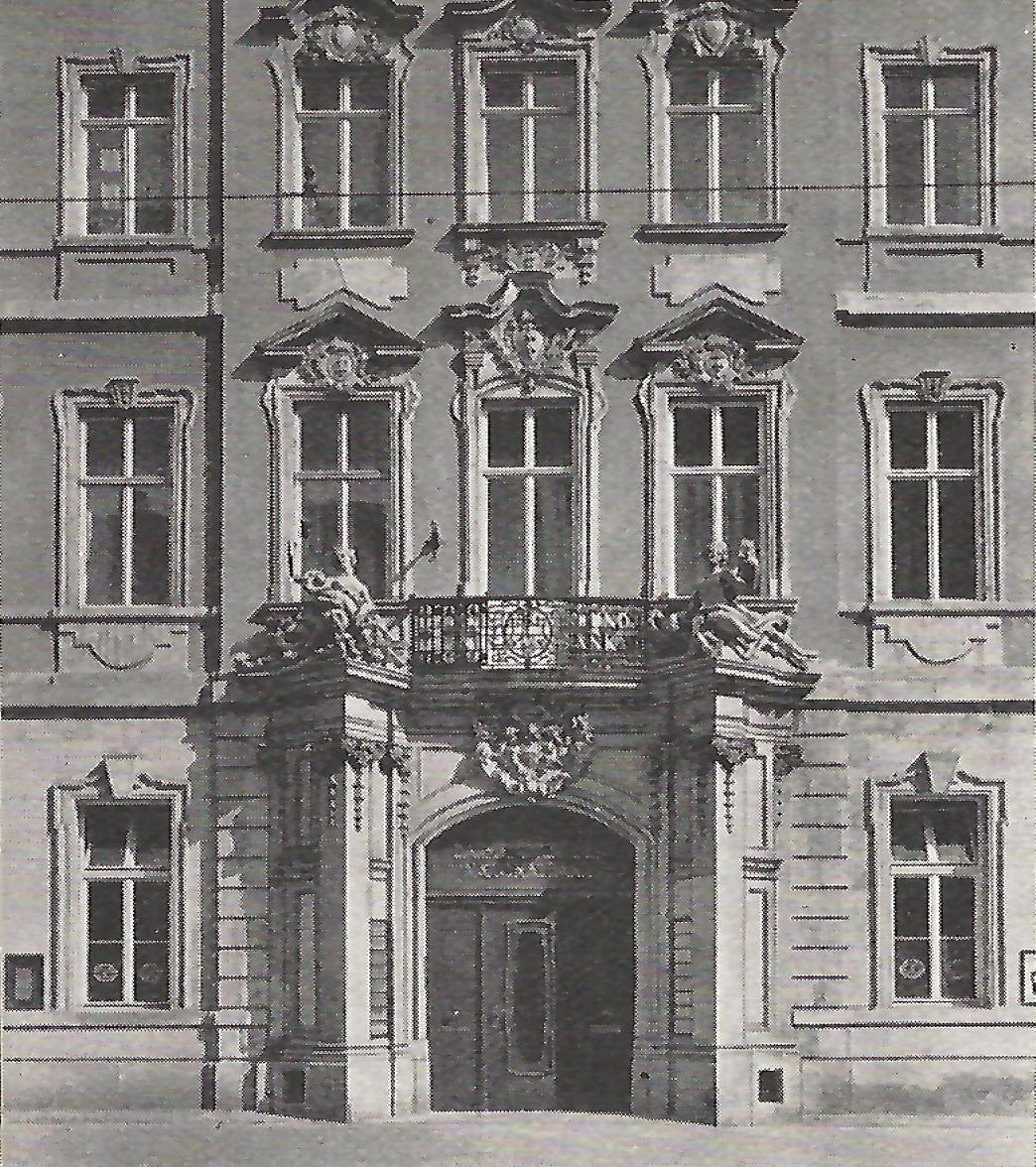
Fassade in den 1920er Jahren

Das Haus Zum Turm, auch Pieschelsches Haus, war ein historisches Gebäude in Magdeburg im heutigen Sachsen-Anhalt. Es galt bereits im 19. Jahrhundert als erhaltenswertes Baudenkmal, wurde jedoch während des Zweiten Weltkriegs zerstört.

## Lage
Das Gebäude befand sich in der Magdeburger Altstadt auf der Ostseite des Breiten Wegs an der Adresse Breiter Weg 12 in einer Ecklage zur südlich des Hauses auf den Breiten Weg einmündenden, heute nicht mehr bestehenden Steinstraße. Der Standort befand sich nördlich schräg gegenüber der Einmündung der Leiterstraße. Südlich, auf der anderen Seite der Steinstraße, befand sich das Haus Zur Jagd.

## Geschichte und Architektur
In der Zeit vor der Zerstörung Magdeburgs im Jahr 1631 gehörte das Haus Andreas Könke. Als Mieter wurde der Kaufmann Hans Haselich geführt, der dann 1631 als Eigentümer genannt wird. Haselich baute das zerstörte Gebäude 1642 wieder auf. Das Gebäude war ein Brauhaus, so dass mit seinem Besitz ein Braurecht einherging. Seine Witwe war 1645 Eigentümerin. Sie heiratete 1648 den Gewandschneider Dietrich Nolte. Nach dem Tode seiner Frau war er zunächst hälftiger, ab 1667 dann vollständiger Eigentümer. Seine Erben verkauften im Jahr 1699 das Anwesen für 4800 Taler an den aus Braunschweig stammenden Regierungsrat, nach anderen Angaben Kaufmann, Johann Valentin Häseler (1657–1728). Auf Häseler geht die Benennung als Zum Turm zurück. Der Name nahm vermutlich Bezug auf das zuvor Häseler gehörende Gebäude Zum Türmchen. Häseler vermietete das Haus an den Kaufmann Christian Schrader für eine Jahresmiete in Höhe von 140 Talern.
Von 1725 bis 1728 errichtete Häseler auf dem Grundstück dann das bis 1945 dort stehende Haus. Es entstand ein dreigeschossiger Bau, der neben dem Haus Breiter Weg 175 als prunkvollstes Gebäude des Breiten Wegs galt. Die verputzte Fassade war elfachsig ausgeführt, wobei die drei mittleren und jeweils die beiden äußeren Achsen als flache Risalite hervortraten. Die so gebildeten Eckrisalite waren reicher verziert. Im Erdgeschoss des Mittelrisalits befand sich ein von einem flachen Bogen überspanntes Portal, das sich in seiner Gestaltung am Romanushaus in Leipzig orientierte. Es war von vorspringenden, mit einer Ecke in den Straßenraum hineinragenden Pfeilern flankiert, die mit liegenden weiblichen Figuren verziert waren. Die Form stellte sich auch als Weiterentwicklung der Gestaltung an den Häusern Zum goldenen Greif und Fürstenwallstraße 19 dar. Oberhalb des Portals befand sich ein Balkon. Die Fassade des Erdgeschosses war mit Putzstreifen versehen, die Gebäudeecken waren mit Kolossalpilastern gestaltet. Zwischen den Fenstern der einzelnen Etagen bestand eine Verbindung über Füllfelder. Die horizontale Gliederung erfolgt durch Bänder und das Gesims, wobei diese Elemente jeweils unterbrochen sind. Die Fensterverdachungen orientierten sich an auch andernorts in Magdeburg gebräuchlichen Formen. Lediglich die Verdachung oberhalb der mittig angeordneten Balkontür stellte eine für Magdeburg neue Gestaltung dar. Die Fugung der Vorlage im Erdgeschoss zitierte die am Haus Zum freundlichen Gesicht bereits bestehende Form. Der Mittelrisalit wurde durch ein zweigeschossiges Zwerchhaus bekrönt. Der Giebel des Zwerchhauses war gesprengt, mit figürlichen Schmuck verziert und von Voluten aus Sandstein gefasst. Die Bekrönung erfolgte durch eine weibliche, schwungvoll dargestellte Figur. Bedeckt wurde das Haus von einem hohen gebrochenem Walmdach.
Die Gestaltung des Gebäudes war Vorbild für das später ausgeführte Haus Berliner Straße 14. Der Bau solcher barocken Giebelhäuser stellte zur Bauzeit eine Magdeburger Besonderheit dar, da diese sich deutlich auf das 16. und 17. Jahrhundert beziehende Bauform in anderen Regionen schon nicht mehr praktiziert wurde. Zugleich zeigte sich eine typisch magdeburgerische Vorliebe für dekorative Verspieltheit.
Nach Osten erstreckte sich das Grundstück bis weit zur Steinstraße. Dort umgaben ursprünglich sieben Lagerböden einen großen Innenhof. Später wurde der Innenhof umgestaltet.
Valentin Häseler verstarb bereits 1728. Am 15. September 1728 verlieh König Friedrich II. der Witwe Haeslers das Recht, im neu erbauten Haus auf ewig Wein und fremde Biere auszuschenken. Sein Erbe Johann Ernst Haeseler lebte bis 1734. Es schlossen sich Erbstreitigkeiten an. Noch bis 1788 blieb das Gebäude in seiner Familie. In diesem Jahr verkaufte Reichsgräfin Christiane von Schlippenbach, geborene von Häseler, das Gebäude an den Kaufmann Georg Wilhelm Pieschel, auf den der Name Pieschelsches Haus zurückgeht.
1803 wird weiterhin ein Pieschel, 1845 ein von Pieschel, als Eigentümer genannt. Im Jahr 1870 gehörte es einem Kaufmann Rüdiger.
Im 19. Jahrhundert wurde ein zur Steinstraße hin angrenzendes Gebäude Steinstraße 15 mit dem Grundstück Breiter Weg 12 vereinigt.
Im Jahr 1887 wurde das zunächst dreigeschossige Gebäude um ein Stockwerk erhöht. 1914 gehörte das Gebäude dann dem Stadtrat E. Laue sowie den Meffertschen Erben. Späterer Eigentümer war 1925 dann die Darmstädter und Nationalbank, nach deren Konkurs schließlich die Dresdner Bank.
Im Inneren des Hauses befand sich eine barocke Treppe. Im Übrigen war das Innere 1927/28 umgestaltet worden.

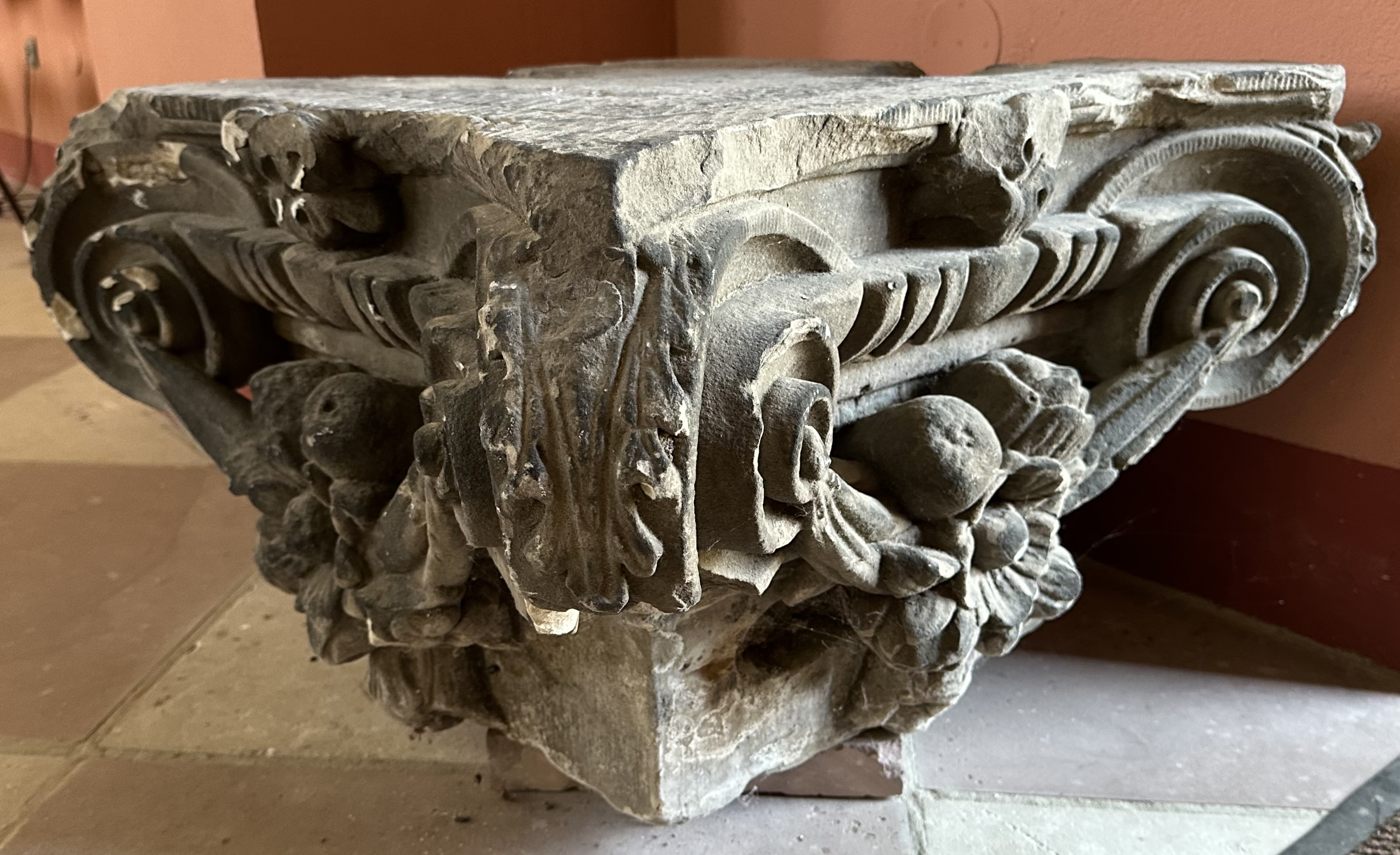
Volutenkapitell des Hauses im Lapidarium St. Gertraud, 2025

Während des Zweiten Weltkriegs wurde das Gebäude, wie große Teile der Magdeburger Altstadt, zerstört. An der Stelle entstand später ein moderner Wohnhausbau. Die Steinstraße wurde aufgegeben und besteht nicht mehr. Zwei Volutenkapitelle aus der Portalwandung des Haupteingangs befinden sich im Lapidarium St. Gertraud in der Sankt-Gertraud-Kirche im Magdeburger Stadtteil Salbke.

### Wappen
Oberhalb der Haustür ließ Valentin Häseler sein Wappen und das seiner Ehefrau Marie Häseler, geborene Köpke, anbringen. Das so am Gebäude auch befindliche Wappen der Familie Köpke führte später zur unrichtigen Annahme, das Haus sei von Arnd Köpke errichtet worden. Das Wappen der Familie Haeseler zeigt im Schild das Lamm Gottes mitsamt einer Fahne. Auf dem Helm befand sich zwischen zwei Hörnern eine Hand. Das Wappen war noch das bürgerliche. Das adelige Wappen der Familie bestand erst seit 1733. Das Wappen der Familie Köpke zeigte im Schild auf einer Kugel Fortuna, die ein Band über ihren Kopf schwingt. Auf dem Helm befand sich ebenfalls eine Darstellung der Fortuna. 
Nachdem Pieschel das Gebäude erworben hatte, fügte er sein Wappen in der Mitte ein. Die beiden älteren Wappen flankierten es links und rechts schräg nach oben versetzt. Das Pieschelsche Wappen zeigte ein Garbenbündel.